# Zona-tampon ONU - Cipru
Zona de tampon a Organizației Națiunilor Unite din Cipru este o zonă demilitarizată, patrulată de Forța Națiunilor Unite pentru menținerea păcii din Cipru.

## Vezi și
- Zonă tampon
- Cipru